# Третьякевич, Виктор Иосифович
Ви́ктор Ио́сифович Третьяке́вич (9 сентября 1924, село Ясенки, Воронежская губерния — 15 января 1943, Краснодон, Ворошиловградская область) — один из организаторов, член штаба и комиссар подпольной антифашистской комсомольской организации «Молодая гвардия», действовавшей в 1942—1943 годах в оккупированном гитлеровскими войсками городе Краснодоне Ворошиловградской области Украинской ССР во время Великой Отечественной войны. Герой России (посмертно).
Некоторое время ошибочно считался предателем, из-за которого деятельность подполья была раскрыта. По этой причине А. А. Фадеев при создании романа «Молодая гвардия» был вынужден не упоминать имя Третьякевича, но создал собирательный образ предателя Евгения Стаховича, прототипом которого считается Третьякевич. В начале 1960-х годов был официально реабилитирован.
22 сентября 2022 года В. И. Третьякевичу было присвоено звание Героя России (посмертно).

## Биография

### До Великой Отечественной войны
Виктор Третьякевич родился в 1924 году, по одним данным 9 сентября, по другим — 2 февраля, в селе Ясенки (с 13 июня 1934 года — Курская область) в многодетной семье служащего. Был младшим (седьмым) ребёнком в семье. По национальности — белорус.
В 1932 году семья переехала в Краснодон, где Виктор пошёл в школу. Учился в средней школе № 4 имени К. Е. Ворошилова. В 1939 году принят в ряды ВЛКСМ, через год избран секретарём школьной комсомольской организации.
В 1941 году семья Виктора перебралась в город Ворошиловград (ныне — Луганск), где он продолжил учёбу в десятом классе средней школы № 7 и также возглавил комсомольскую организацию школы.

### Антифашистская деятельность
В начале лета 1942 года Виктор Третьякевич окончил партизанские курсы в специальной школе Украинского штаба партизанского движения в городе Ворошиловграде — регионального подразделения Главного штаба партизанского движения (ГШПД) при Ставке Верховного Главнокомандования. В конце июня — начале июля 1942 года, когда войска вермахта подошли к Ворошиловграду, Виктор Третьякевич был утверждён членом Ворошиловградского подпольного горкома ВЛКСМ и зачислен в партизанский отряд, командиром которого был секретарь Ворошиловградского подпольного обкома Коммунистической партии (большевиков) Украинской ССР Иван Михайлович Яковенко, а комиссаром старший брат Виктора — Михаил Иосифович Третьякевич.
15 сентября 1942 года, партизанский отряд под командованием Яковенко был окружён карательными органами оккупантов (служба безопасности (СД), жандармерия, полиция и другие) в лесу, вблизи хутора Паньковка Александровского района Ворошиловградской области, и обстрелян из пулемётов и миномётов. В бою погибла большая часть партизан, в том числе и И.М.Яковенко. Все, кто остался в живых и смог вырваться из вражеского окружения, перешли на нелегальное положение. Во время этого боя Виктор находился в Ворошиловграде по заданию командира. Вернувшись, позже, на место базирования отряда, юноша никого не обнаружил.
Избежать ареста после разгрома отряда Виктору удалось благодаря тому, что в списке партизан, переданном вражеской агентуре коллаборационистом А. И. Бобровым, имя Виктора Третьякевича не значилось: он был зачислен в отряд в последний момент, перед самым выходом отряда на место базирования. Кроме того, своей свободой Виктор был обязан героической стойкости уполномоченной ЦК ЛКСМУ Надежды Фесенко и секретаря подпольного горкома ЛКСМУ Галины Сериковой: будучи арестованными, они в ходе жестоких допросов и издевательств не выдали его.
В сентябре 1942 года Виктор прибыл в оккупированный немецкими войсками  город Краснодон, где стал официально работать руководителем струнного оркестра при клубе шахты № 1-бис города Краснодона. Он установил связь с молодыми патриотами Олегом Кошевым, Сергеем Тюлениным, Иваном Земнуховым, объединив стихийно возникшие подпольные молодёжные антифашистские группы («Звезда», «Серп», «Молот», «Серп и молот» и другие) в «Молодую гвардию» и став комиссаром этой подпольной организации. Проводя большую организационную работу, Третьякевич лично участвовал в боевых операциях против немецко-фашистских захватчиков.

### Арест и казнь
Накануне нового, 1943-го, года подпольщики разгромили конвой немецких грузовиков и похитили новогодние подарки, предназначавшиеся для немецких солдат на восточном фронте. 1 января полицейские схватили мальчика, который пытался продать украденные сигареты на местном рынке. В полиции он сознался, что сигареты ему дали за молчание Евгений Мошков и Виктор Третьякевич. Мошкова полицейские арестовали в клубе, за Третьякевичем отправились к нему домой. 5 января 1943 года полиция начала массовые аресты других подпольщиков.
В ночь с 15 на 16 января 1943 года Виктор Третьякевич вместе с товарищами был сброшен в 58-метровый шурф шахты № 5. Брат Нины Минаевой Владимир в своей книге «Молодая Гвардия: опять предательство? (В поисках истины за круглым столом)» пишет, что на теле Виктора отсутствовали следы от пули, поэтому, вероятно, в шурф он был сброшен живым.

## Похороны
После освобождения Краснодона тело Третьякевича вместе с останками других молодогвардейцев было извлечено из шахты и 1 марта 1943 года с воинскими почестями захоронено в братской могиле героев «Молодой гвардии» на центральной площади города Краснодона.

## Клевета и реабилитация
В ходе судебного процесса, который состоялся в том же 1943 году, после освобождения села, бывший следователь оккупационной полиции Михаил Емельянович Кулешов заявил, что на допросах Третьякевич не выдержал пыток и сдал организацию. Заявление Кулешова выглядело правдоподобно, так как массовые аресты других подпольщиков начались через 5 дней после его ареста. В связи с этим в написанном почти сразу после войны, в 1946 году, романе А. А. Фадеева «Молодая гвардия» его имя отсутствует, а роль комиссара организации передана Олегу Кошевому. В 1959 году, во время судебного процесса над Василием Подтынным, который служил заместителем начальника краснодонской городской полиции в 1942—1943 годах, подтвердилась версия, что настоящим предателем был Геннадий Почепцов, расстрелянный за это по приговору суда в 1943 году. Специальная комиссия, созданная в том же году после процесса над Подтынным, установила, что Виктор Третьякевич стал жертвой умышленного оговора. Ныне версия о предательстве Почепцова является официальной.

## Семья
Родители Виктора Третьякевича познакомились в Санкт-Петербурге. Сошлись 2 февраля 1909 года, не венчавшись.
- Отец — Иосиф Кузьмич Третьякевич (13 марта 1883 — 4 июля 1956). Родился в крестьянской семье в селе Дуды Ивейской волости Ошмянского уезда Виленской губернии Российской империи, белорус. Участник русско-японской войны 1904—1905 годов, Первой мировой войны 1914—1918 годов и гражданской войны в России 1917—1922 годов. В 1917 году был делегирован в Петроград на I Всероссийский съезд Советов рабочих и солдатских депутатов, на котором выступал В. И. Ленин. В начале Октябрьской революции 1917 года возглавил революционный комитет села Ясенки Горшеченского района Курской области, был секретарём военисполкома, а в начале 1920-х годов — заместителем председателя Горшеченского РИКа.
- Мать — Анна Иосифовна Третьякевич (8 июля 1889 — 13 ноября 1976; урождённая — Горбач). Родилась в семье столяра в деревне Барово Гродненской губернии Российской империи, белоруска. Похоронена в городе Луганске.
- Братья и сестра:
  - Владимир Иосифович Третьякевич (1909—1909) (первый).
  - Михаил Иосифович Третьякевич (12 октября 1910 — 14 июня 1980). В годы Великой Отечественной войны был комиссаром партизанского отряда под командованием секретаря Ворошиловградского подпольного обкома КП(б) Украинской ССР И. М. Яковенко. Похоронен на городском кладбище города Луганска.
  - Мария Иосифовна Третьякевич (1911 — 1 мая 1951) (Маня). Работала учителем в школе в Брянской области. Прожила тяжёлую жизнь: в годы Великой Отечественной войны от голода у неё умерло двое детей. Мария умерла от туберкулёза в возрасте сорока лет. Похоронена в Луганске.
  - Владимир Иосифович Третьякевич (1912—1915) (второй).
  - Станислав Иосифович Третьякевич (1914—1915).
  - Владимир Иосифович Третьякевич (6 июня 1920 — 2 января 1994) (третий). Родился в селе Ясенки Курской губернии (с 13 июня 1934 года — Курская область) РСФСР. В Красной Армии с 1939 года. Политработник. Участвовал в обороне Кавказа, в боях на Курской дуге, в освобождении Западной Украины и Польши, форсировании р. Одер и взятии Берлина. Закончил войну в звании капитана. Член КПСС с 1942 года.

## Память
- Барельеф Виктора Третьякевича.В 2015 году барельеф Виктора Третьякевича установлен на Аллее пионеров-героев (Ульяновск)[11].
- Бюст Виктора Третьякевича есть на Аллее молодогвардейцев в Харькове.

## Награды
- Орден Отечественной войны I степени (Указ Президиума Верховного Совета СССР от 13 декабря 1960 года, посмертно)
- Герой Российской Федерации (22 сентября 2022 года, посмертно) — за активное участие в создании и деятельности подпольной комсомольской организации «Молодая гвардия», мужество и героизм, проявленные в борьбе с немецко-фашистскими захватчиками в период Великой Отечественной войны 1941—1945 годов[1][12]